# Inglis (Florida)
Inglis ist eine Stadt im Levy County im US-Bundesstaat Florida. Das U.S. Census Bureau hat bei der Volkszählung 2020 eine Einwohnerzahl von 1.476 ermittelt. 

## Geographie
Inglis grenzt im Westen an die Stadt Yankeetown und im Süden an den Withlacoochee River. Die Stadt liegt rund 50 km südlich von Bronson sowie etwa 180 km südwestlich von Jacksonville.

## Demographische Daten
Laut der Volkszählung 2010 verteilten sich die damaligen 1325 Einwohner auf 898 Haushalte. Die Bevölkerungsdichte lag bei 141,0 Einw./km². 95,4 % der Bevölkerung bezeichneten sich als Weiße, 0,5 % als Afroamerikaner, 0,6 % als Indianer und 1,3 % als Asian Americans. 0,5 % gaben die Angehörigkeit zu einer anderen Ethnie und 1,7 % zu mehreren Ethnien an. 4,7 % der Bevölkerung bestand aus Hispanics oder Latinos.
Im Jahr 2010 lebten in 18,2 % aller Haushalte Kinder unter 18 Jahren sowie 41,3 % aller Haushalte Personen mit mindestens 65 Jahren. 55,5 % der Haushalte waren Familienhaushalte (bestehend aus verheirateten Paaren mit oder ohne Nachkommen bzw. einem Elternteil mit Nachkomme). Die durchschnittliche Größe eines Haushalts lag bei 2,07 Personen und die durchschnittliche Familiengröße bei 2,66 Personen.
17,5 % der Bevölkerung waren jünger als 20 Jahre, 14,7 % waren 20 bis 39 Jahre alt, 32,7 % waren 40 bis 59 Jahre alt und 35,1 % waren mindestens 60 Jahre alt. Das mittlere Alter betrug 52 Jahre. 50,2 % der Bevölkerung waren männlich und 49,8 % weiblich.
Das durchschnittliche Jahreseinkommen lag bei 26.563 $, dabei lebten 32,9 % der Bevölkerung unter der Armutsgrenze.
Im Jahr 2000 war Englisch die Muttersprache von 99,29 % der Bevölkerung und spanisch sprachen 0,71 %.

## Verkehr
Inglis wird vom U.S. Highway 19 durchquert. Der nächste Flughafen ist der Gainesville Regional Airport (rund 90 km nordöstlich).

## Kriminalität
Die Kriminalitätsrate lag im Jahr 2010 mit 371 Punkten (US-Durchschnitt: 266 Punkte) im durchschnittlichen Bereich. Es gab eine Vergewaltigung, sieben Körperverletzungen, 23 Einbrüche, 48 Diebstähle und einen Autodiebstahl.